# اتود اپوس ۱۰ شماره ۱۲ (شوپن)
اتود اپوس ۱۰ شماره ۱۲ در دو مینور اثر فردریک شوپن در سال ۱۸۳۱ هست که به عنوان اتود انقلابی یا اتودی برای بمباران ورشو نیز شناخته می‌شود. اتود انقلابی در حوالی قیام لهستان علیه امپراتوری روسیه و در جریان انقلاب‌های ۱۸۳۰ نوشته شد.

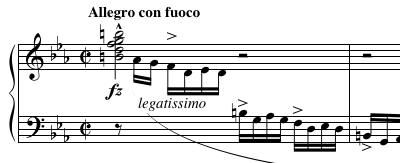
ابتدا اتود انقلابی

این اتود آخرین اتود در اولین مجموعه اتودها اپوس ۱۰ هست و شوپن آن را به فرانتس لیست، دوست خود، تقدیم کرد.